# Henry (cràter)
|  | No s'ha de confondre amb Henry (cràter lunar Apollo), Henry Frères (cràter), o Henri (cràter). |

Henry és un cràter d'impacte que es troba al nord-oest del cràter més gran Cavendish, a la zona sud-est de la cara visible de la Lluna.
Menys de mig diàmetre cap al nord-oest es troba el cràter de similar grandària Henry Frères, anomenat així pels germans Paul-Pierre Henry i Prosper Henry.

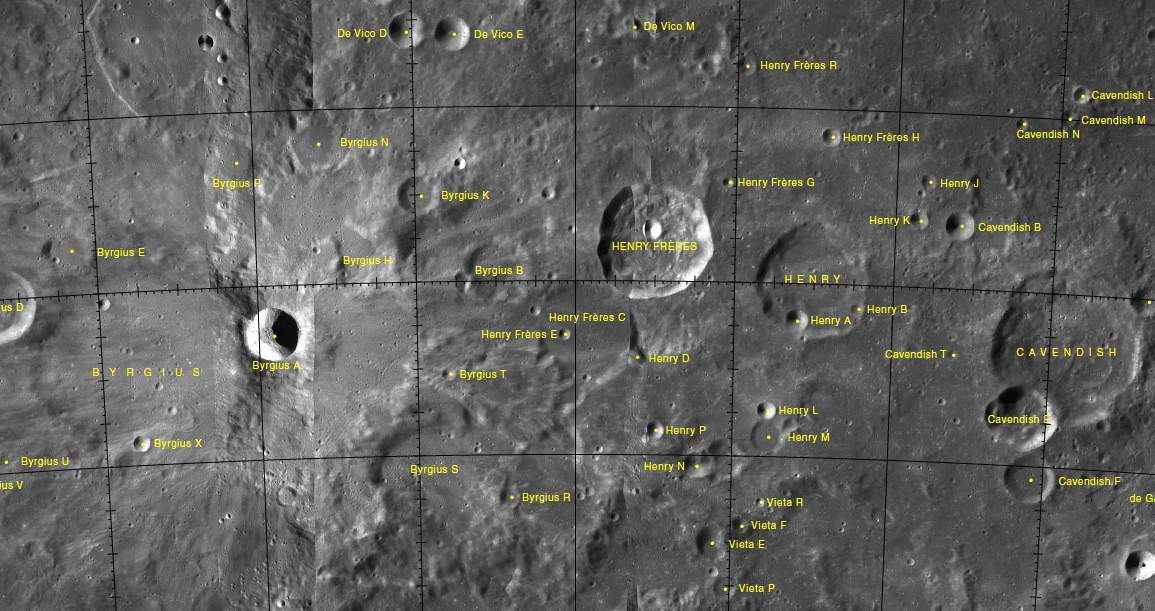
Localització de Henry (superior dreta de la imatge)

La vora exterior de Henry ha patit una certa erosió per altres impactes, particularment al sud i al sud-est on apareixen per dos petits cràters superposats. L'antic cràter és pot veure al llarg de la paret interior i part del sòl interior, amb una carena en rampa cap al nord. La vora s'estén lleugerament cap a fora entre dues depressions, amb lleugeres protuberàncies cap al nord i el nord-est. La plataforma interior no té trets distintius, amb una albedo que coincideix amb la del terreny circumdant.

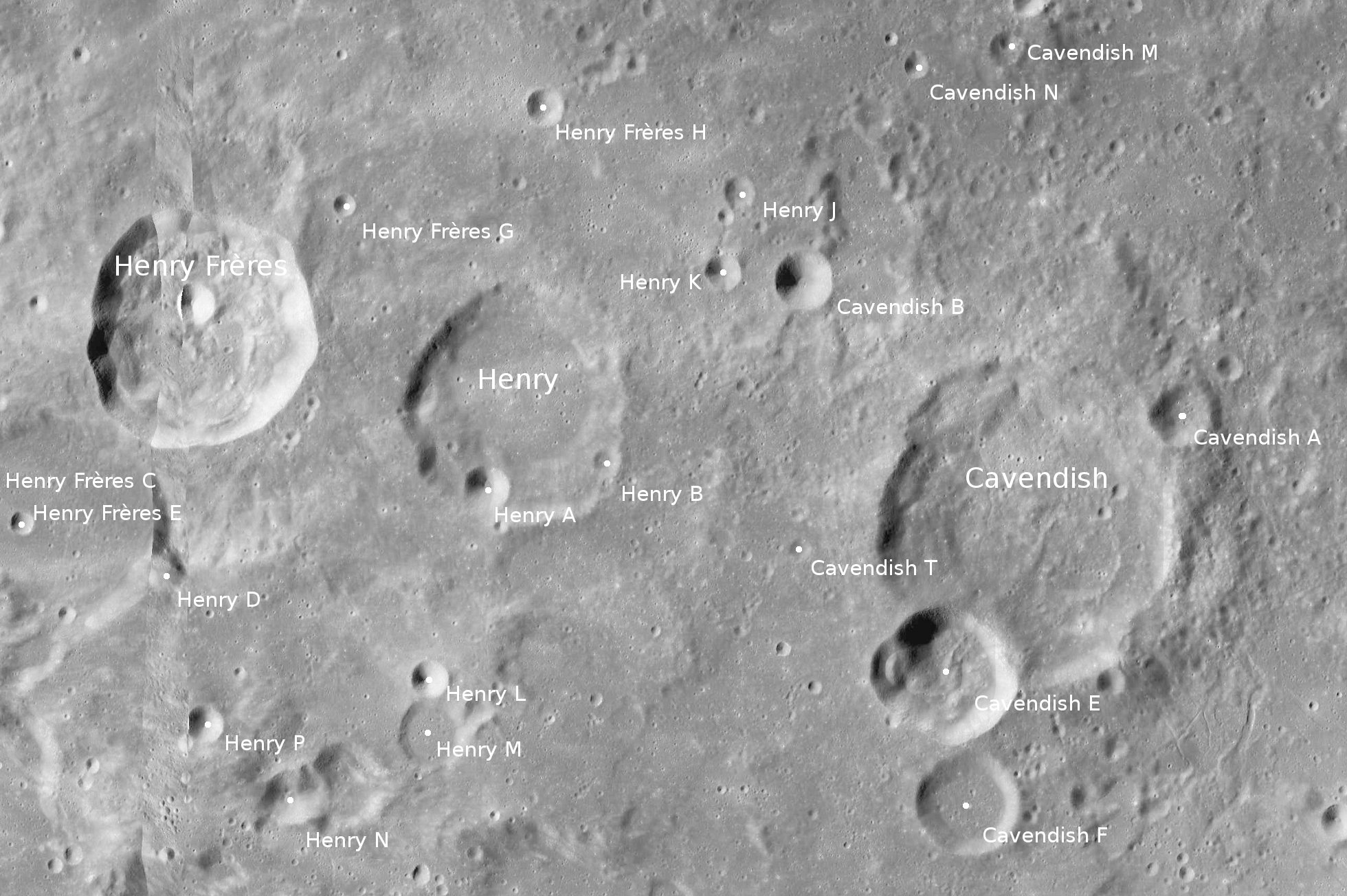
Cràters satèl·lit

El sistema de marques radials de Byrgius A, un cràter satèl·lit de Byrgius, creua la meitat nord de Henry d'oest a est-nord-est.

## Cràters satèl·lit
Per convenció, aquests elements són identificats en els mapes lunars posant la lletra en el costat del punt central del cràter que està més proper a Henry.
| Henry | Coordenades                          | Diàmetre |
| ----- | ------------------------------------ | -------- |
| A     | 24° 30′ S, 57° 06′ O / 24.5°S,57.1°O | 8 km     |
| B     | 24° 18′ S, 56° 18′ O / 24.3°S,56.3°O | 5 km     |
| D     | 24° 54′ S, 59° 06′ O / 24.9°S,59.1°O | 7 km     |
| J     | 22° 48′ S, 55° 24′ O / 22.8°S,55.4°O | 5 km     |
| K     | 23° 12′ S, 55° 30′ O / 23.2°S,55.5°O | 6 km     |
| L     | 25° 30′ S, 57° 24′ O / 25.5°S,57.4°O | 6 km     |
| M     | 25° 48′ S, 57° 36′ O / 25.8°S,57.6°O | 13 km    |
| N     | 26° 06′ S, 58° 18′ O / 26.1°S,58.3°O | 9 km     |
| P     | 25° 48′ S, 59° 00′ O / 25.8°S,59.0°O | 6 km     |